# Điện môi
Điện môi là những vật cách điện. Trong phân tử của các chất điện môi, số lượng các điện tích tự do là rất ít. Điều này làm khả năng mang điện của nó rất kém. Nhưng khi điện trường tăng vượt quá 1 giá trị giới hạn thì điện môi bị đánh thủng (mất tính cách điện), mỗi điện môi khác nhau có 1 điện trường giới hạn khác nhau hằng số điện môi ε chỉ phụ thuộc vào tính chất của điện môi. Hằng số điện môi của chân không = 1.

## Hiện tượng phân cực điện môi
Hiện tượng phân cực điện môi là hiện tượng xuất hiện các điện tích trên thanh điện môi khi nó đặt trong điện trường ngoài. Khác với hiện tượng điện hưởng ở vật dẫn kim loại, các điện tích xuất hiện ở chỗ nào trên bề mặt thanh điện môi sẽ định xứ ở đó, không di chuyển được. Đó là các điện tích liên kết.
Các điện tích liên kết sẽ gây ra trong lòng thanh điện môi một điện trường phụ {\displaystyle {\vec {E}}'\ } làm cho điện trường ban đầu {\displaystyle {\vec {E}}_{0}} trong thanh điện môi thay đổi. Điện trường tổng hợp trong điện môi khi điện môi bị phân cực là:                                      
{\displaystyle {\vec {E}}\ ={\vec {E}}_{0}\ +{\vec {E}}'\ }
Trong mỗi nguyên tử, các electron luôn chuyển động quanh hạt nhân với vận tốc rất lớn. Tuy nhiên khi xét tương tác giữa các electron của nguyên, phân tử với điện tích hay điện trường bên ngoài ở những khoảng cách khá lớn so với kích thước phân tử, một cách gần đúng, ta có thể coi tác dụng của các electron tương đương với tác dụng của một điện tích tổng cộng –q đứng yên tại một vị trí trung bình nào đó trong phân tử, gọi là tâm của các điện tích âm. Một cách tương tự, ta coi tác dụng của hạt nhân tương đương với điện tích dương +q đặt tại tâm của các điện tích dương.
Tùy theo phân bố các electron quanh hạt nhân mà điện tâm của các điện tích âm và của các điện tích dương có thể lệch nhau hoặc trùng nhau.
- Trường hợp thứ nhất, mỗi phân tử chất điện môi đã là một lưỡng cực điện.
- Trường hợp thứ hai, phân tử chất điện môi không tự phân thành lưỡng cực điện, nhưng khi đặt phân tử trong điện trường ngoài thì tác dụng của điện trường ngoài luôn làm tâm của các điện tích dương và tâm của cách điện tích âm lệch xa nhau và bản thân phân tử trở thành lưỡng cực điện có mômen điện pe khác 0.
- Trường hợp thứ ba, các phân tử của điện môi có lực tương tác điện là do tính chất đặc trưng của nó, sẽ xảy ra ở hai điện tích dương và điện tích âm hút lực với nhau tạo thành một cực điện có mômen đó sẽ tương tác cường độ điện trường theo mô hình môdun đó

## Lý thuyết

### Cường độ điện trường trong điện môi
Khi đặt một khối điện môi vào một điện trường yếu {\displaystyle {\vec {E_{0}}}} (hình vẽ), các proton sẽ bị kéo thuận chiều {\displaystyle {\vec {E_{0}}}}, các electron bị kéo ngược chiều {\displaystyle {\vec {E_{0}}}}, nhưng do lực liên kết trong phân tử vẫn còn mạnh nên các electron không bị bứt hẳn ra khỏi cấu trúc và hình thành các lưỡng cực điện. Các lưỡng cực điện này tạo ra điện trường {\displaystyle {\vec {E'}}} dẫn đến điện trường tổng hợp trong lòng vật dẫn là  {\displaystyle {\vec {E}}={\vec {E}}_{0}+{\vec {E}}'}.

### Cảm ứng điện
Xét khối điện môi gồm các thành phần môi trường có hằng số điện môi là {\displaystyle \varepsilon _{1}} và {\displaystyle \varepsilon _{2}} đặt trong điện trường {\displaystyle {\vec {E}}}. Ở mặt phân cách giữa hai môi trường, các thành phần pháp tuyến của {\displaystyle {\vec {E}}} thay đổi tỉ lệ nghịch với các hằng số điện môi: {\displaystyle \varepsilon _{1}E_{n}^{(1)}=\varepsilon _{2}E_{n}^{(2)}}, tuy nhiên hệ thức không tiện lợi cho việc tính toán các trường.
Vector {\displaystyle {\vec {D}}=\varepsilon \varepsilon _{0}{\vec {E}}}  được gọi là vector cảm ứng điện (vector điện dịch). Hiển nhiên rằng, tại mặt phân cách của hai chất điện môi, các thành phần pháp tuyến {\displaystyle D_{n}} của vector cảm ứng điện thay đổi liên tục. Do đó, số các đường sức của vector cảm ứng điện khi đi qua mặt phân cách của hai chất điện môi không thay đổi. Trong khi đó, vì các thành phần tiếp tuyến của cường độ điện trường {\displaystyle {\vec {E}}} tại mặt phân cách thay đổi liên tục, cho nên các thành phần tiếp tuyến {\displaystyle D_{t}} của vector cảm ứng điện tại mặt phân cách thay đổi tỉ lệ thuận với các hằng số điện môi đó: {\displaystyle \varepsilon _{1}D_{\tau }^{(2)}=\varepsilon _{2}D_{\tau }^{(1)}}. Trên mặt phân cách có một sự "khúc xạ" riêng biệt của các đường sức của vector cảm ứng điện.

### Vector độ phân cực

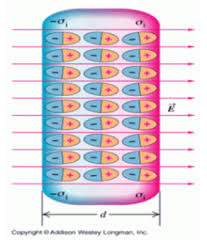

Để làm số đo độ phân cực của chất điện môi, người ta lấy vector độ phân cực được định nghĩa là tổng momen lưỡng cực điện trong một đơn vị thể tích điện môi: {\displaystyle {\vec {\mathrm {P} }}={\tfrac {\sum {\vec {p}}}{V}}}
Thực nghiệm đưa ra công thức: {\displaystyle {\vec {\mathrm {P} }}=\chi \varepsilon _{0}{\vec {E}}}, trong đó {\displaystyle \chi } là hệ số phân cực.